# Molophilus kokodanus
Molophilus kokodanus är en tvåvingeart som beskrevs av Alexander 1948. Molophilus kokodanus ingår i släktet Molophilus och familjen småharkrankar. Inga underarter finns listade i Catalogue of Life.